# Martin Anton Seltenhorn
Martin Anton Seltenhorn (* 11. November 1741 in Kraiburg am Inn; † 4. Mai 1809) war ein bayerischer Kirchenmaler.

## Leben
Seltenhorn war der älteste Sohn des Kirchenmalers Josef Anton Seltenhorn (10. Januar 1713–1792), der aus Pfaffenhausen an der Mindel bei Mindelheim stammte, seit 1740 in Kraiburg am Inn tätig war, hier das Bürgerrecht erworben hatte und eine Mauerwerkstatt betrieb. Ein jüngerer Bruder seines Vaters war der Maler Johann Martin Seltenhorn (1727–1768). Bereits deren Vater Joseph Seltenhorn war als Kirchenmaler tätig. Seltenhorn setzte diese Tradition fort, indem er sich ebenfalls der Malkunst zuwandte.
Am 20. Februar 1759 ist Seltenhorns Heirat in Burghausen nachgewiesen.
1770 wurde er ebenfalls Bürger Kraiburgs. Er war unter anderem seit 1763 mit der Neufassung des Hochaltarblattes der Kirche St. Erasmus beauftragt und fertigte dort mehrere Gemälde, die später übermalt wurden. 1777 bis 1778 schuf er das Deckenbild im Chor der Klosterkirche Mariä Himmelfahrt in Gars am Inn, das die Verherrlichung der Eucharistie durch die vier Kontinente darstellt.